# Jacques-Edme Dumont

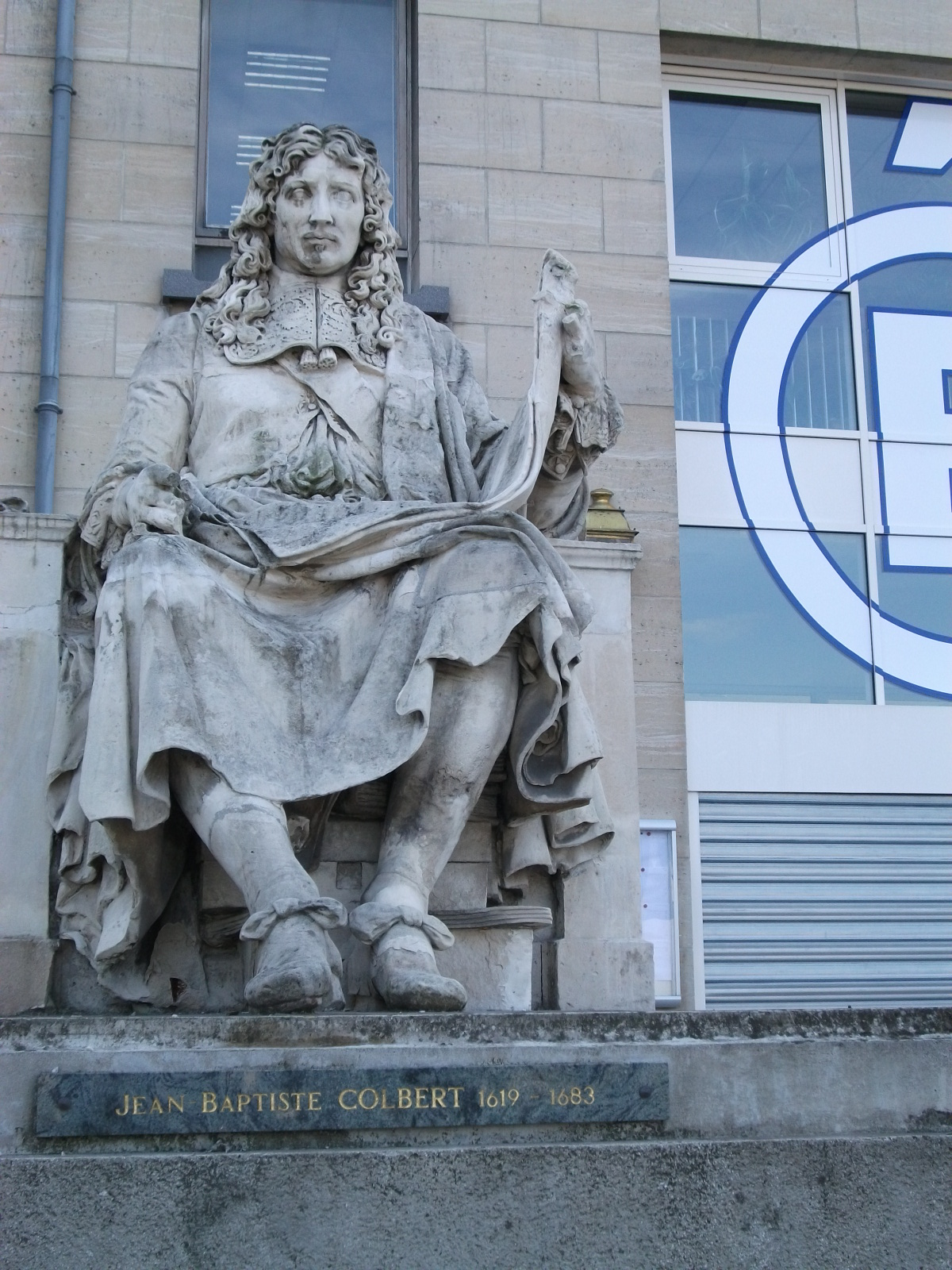
Jacques-Edme Dumont, staty av Jean-Baptiste Colbert i Reims.

Jacques-Edme Dumont, född den 12 april 1761 i Paris, död där den 21 februari 1844, var en fransk skulptör. Han var far till Augustin-Alexandre Dumont.
Dumont var lärjunge till Pajou. Han erhöll Rompriset 1788. Även Dumonts far, farfar och farfars far var bildhuggare.